# I am a Hero
I am a Hero (アイアムアヒーロー) là một manga kinh dị của Hanazawa Kengo. Truyện được đề cử cho  Manga Taishō lần thứ 3, lần thứ 4 và lần thứ 5 và giành được Giải manga Shogakukan lần thứ 58. Truyện được xuất bản ở Ý bởi GP Manga, ở Pháp bởi Kana, ở Tây Ban Nha bởi Norma Editorial, and in Germany by Carlsen Manga.
Một bộ phim chuyển thể live action của đạo diễn Sato Shinsuke với sự tham gia của Oizumi Yo, Arimura Kasumi và Nagasawa Masami dự kiến công chiếu trong năm 2016.

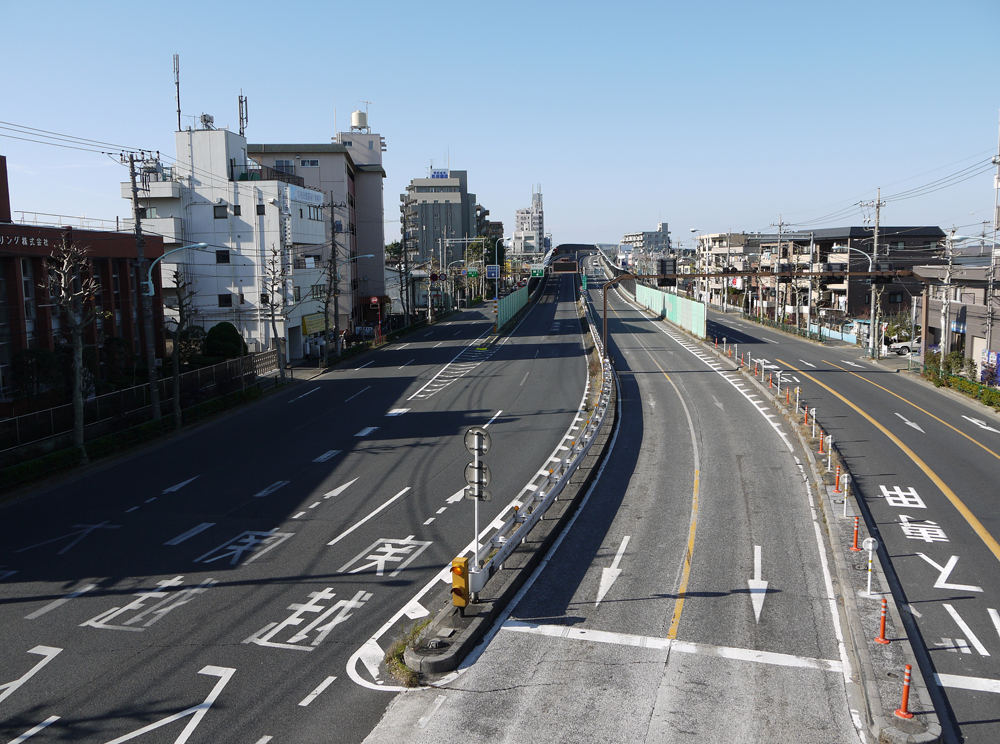
Stage of the beginning of the story,
Miharadai Nerima-ku, Tokyo

### Danh sách tập truyện
| #  | Ngày phát hành       | ISBN              |
| -- | -------------------- | ----------------- |
| 01 | 28 tháng 8 năm 2009  | 978-4091825803    |
| 02 | 26 tháng 12 năm 2009 | 978-4091827791    |
| 03 | 28 tháng 5 năm 2010  | 978-4091831576    |
| 04 | 30 tháng 8 năm 2010  | 978-4091833778    |
| 05 | 25 tháng 12 năm 2010 | 978-4091835345    |
| 06 | 30 tháng 5 năm 2011  | 978-4091838278    |
| 07 | 30 tháng 9 năm 2011  | 978-4091840509    |
| 08 | 30 tháng 1 năm 2012  | 978-4091842466    |
| 09 | 30 tháng 5 năm 2012  | 978-4091845122    |
| 10 | 30 tháng 10 năm 2012 | 978-4091847294    |
| 11 | 28 tháng 2 năm 2013  | 978-4091848802    |
| 12 | 28 tháng 6 năm 2013  | 978-4091852403    |
| 13 | 30 tháng 10 năm 2013 | 978-4091855749    |
| 14 | 28 tháng 2 năm 2014  | 978-4091858771    |
| 15 | 30 tháng 6 năm 2014  | 978-4091862846    |
| 16 | 26 tháng 12 năm 2014 | 978-4091866684    |
| 17 | 29 tháng 5 năm 2015  | 978-4091870209    |
| 18 | 30 tháng 11 năm 2015 | 978-4091873095    |
| 19 | 15 tháng 3 năm 2016  | 978-4-09-187470-2 |
| 20 | 12 tháng 4 năm 2016  | 978-4-09-187530-3 |
| 21 | 28 tháng 10 năm 2016 | 978-4091892218    |
| 22 | 30 tháng 3 năm 2017  | 978-4-09-189379-6 |

### Các sản phẩm spin-offs
- I Am a Hero in Osaka (アイアムアヒーロー in Osaka[27]) của tác gải Yuuki Honda đăng trên tạp chí Yawaraka Spirits ấn bản internet từ 26 tháng 1 đến 26 tháng 12 năm 2015.
- I Am a Hero in Ibaraki  (アイアムアヒーロー in Ibaraki[28]) của tác gải Kazuya Fujisawa đăng trên tạp chí Yawaraka Spirits từ 24 tháng 3 đến 25 tháng 8 năm 2017.
- I Am a Hero in Nagasaki (アイアムアヒーロー in Nagasaki[29]) của tác giả Kensuke Nishida đăng trên tạp chí Yawaraka Spirits từ 28 tháng 3 đến 20 tháng 10 năm 2016.
- I Am a Hero Official Anthology: 8 Tales of the ZQN (アイアムアヒーロー　公式アンソロジーコミック８　ＴＡＬＥＳ　ＯＦ　ＴＨＥ　ＺＱＮ) là tuyển tập 8 truyện ngắn của nhiều tác giả đăng trên tạp chí Big Comic Spirits từ 15 tháng 2 đến 4 tháng 4 năm 2016.
- Phim người đóng (live-action)[30] được đạo diễn bởi Shinsuke Sato và công chiếu rộng rãi từ 23 tháng 4 năm 2016.